# شويحة البو عيسى
شويحة البو عيسى  قرية سوريّة تتبع إداريّاً لمحافظة حلب منطقة جبل سمعان ناحية تل الضمان، بلغ تعداد سكانها 425 نسمة حسب التعداد السكاني لعام 2004.